# Liste der Gemeindeverbände in Mayotte
Mayotte ist ein Überseedépartement (mit der Ordnungsnummer 976) und eine Region Frankreichs. Die 17 Gemeinden haben sich in fünf Gemeindeverbänden organisiert.
Siehe auch: Liste der Gemeinden in Mayotte

## Gemeindeverbände

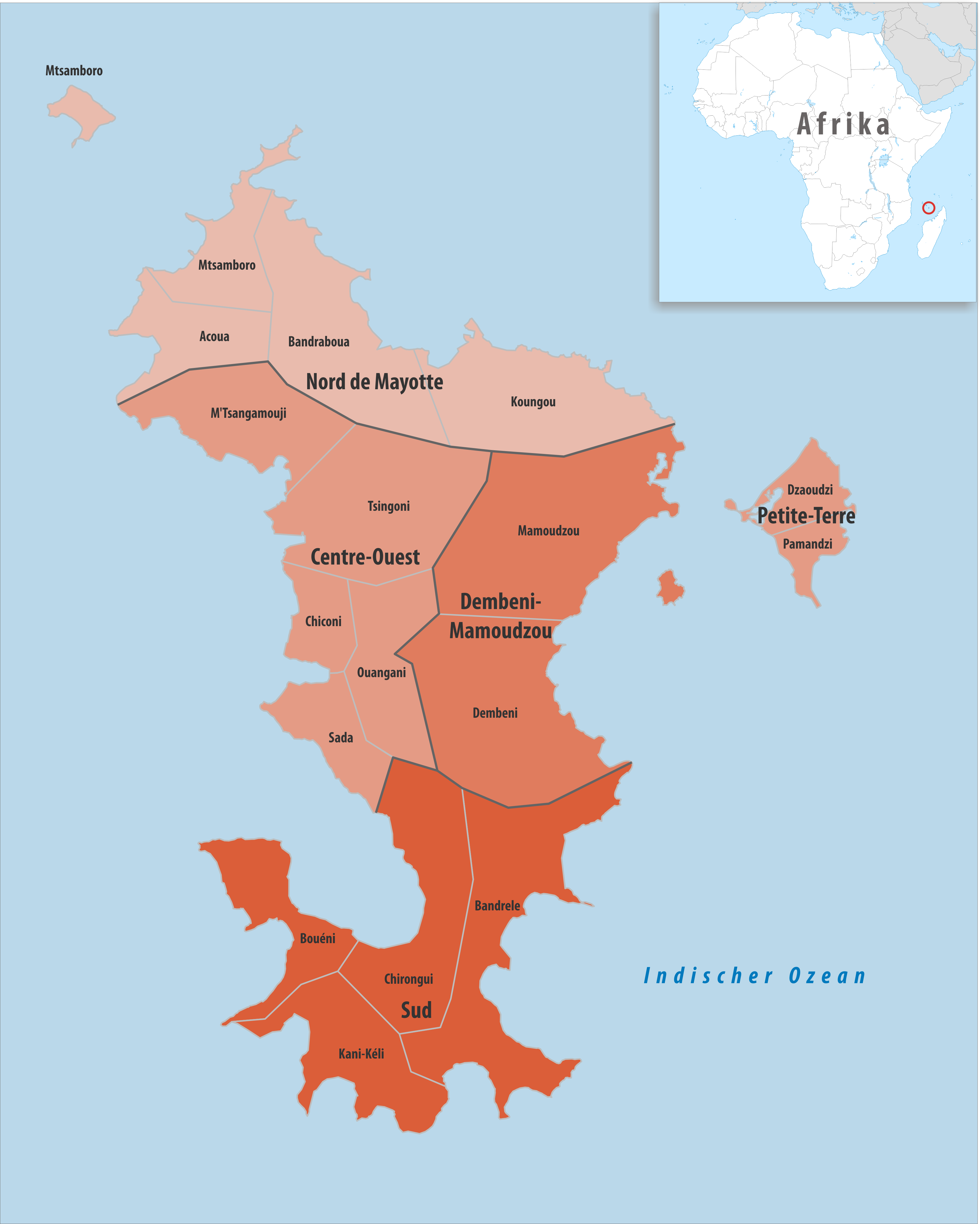
Gemeindeverbände in Mayotte

| Gemeindeverband   | Gemeinden im Départ./Verband | Einwohner 1. Januar 2022 | Fläche km² | Dichte Einw./km² | SIREN- Nummer | Rechtsform                 | Gründungsdatum    |
| ----------------- | ---------------------------- | ------------------------ | ---------- | ---------------- | ------------- | -------------------------- | ----------------- |
| Centre-Ouest      | 5/5                          | 50.020                   | 93,73      | 534              | 200 059 871   | Communauté de communes     | 28. Dezember 2015 |
| Dembeni-Mamoudzou | 2/2                          | 87.285                   | 80,68      | 1.082            | 200 060 457   | Communauté d’agglomération | 28. Dezember 2015 |
| Nord de Mayotte   | 4/4                          | 59.042                   | 90,06      | 656              | 200 060 465   | Communauté de communes     | 28. Dezember 2015 |
| Petite-Terre      | 2/2                          | 29.273                   | 12,11      | 2.417            | 200 050 532   | Communauté de communes     | 30. Dezember 2014 |
| Sud               | 4/4                          | 30.898                   | 100,20     | 308              | 200 060 473   | Communauté de communes     | 28. Dezember 2015 |